# Hettenschlag
Hettenschlag je občina v departmaju Haut-Rhin francoske regije Alzacija.
Leta 1990 je v občini živelo 246 oseb oz. 32 oseb/km².